# Pseudagrion aureofrons
Pseudagrion aureofrons là một loài chuồn chuồn kim trong họ Coenagrionidae.
Pseudagrion aureofrons được Tillyard miêu tả khoa học năm 1906.